# Paul Goussot
Paul Goussot (1984) is een Frans organist.

## Levensloop
Goussot studeerde aan het Conservatorium van Bordeaux bij Martine Chappuis en François Espinasse. Hij behaalde er een Eerste prijs voor klavecimbel en studeerde verder bij Huguette Dreyfus. Hij volgde ook stages bij Pierre Hantaï en Elisabeth Joyé. Tegelijk studeerde hij orgel bij Olivier Vernet en behaalde een Eerste prijs aan het Conservatorium van Tours. Hij studeerde ook bij Michel Chapuis en Marie-Louise Langlais. In 2001 begon hij studies aan de Conservatoire National Supérieur de Musique et de Danse in Parijs en behaalde er zes Eerste prijzen: orgel, klavecimbel, basso continuo, harmonie, contrapunt, fuga en improvisatie. Hij studeerde klavecimbel en basso continuo bij Olivier Baumont en Blandine Rannou, harmonie bij Jean-Claude Raynaud, contrapunt bij Jean-Baptiste Courtois en fuga bij Thierry Escaich. Hij studeerde verder ook orgel bij Michel Bouvard en Olivier Latry, alsook improvisatie bij Thierry Escaich, Philippe Lefebvre en Jean-François Zygel.
Hij behaalde heel wat prijzen:
- In 2006 behaalde hij de Derde prijs in het internationaal orgelconcours in het kader van het Festival Musica Antiqua in Brugge.
- Hij was laureaat van het internationaal orgelconcours in Saint-Maurice d'Agaune (Zwitserland).
- Hij behaalde de Eerste prijs voor improvisatie in de internationale wedstrijd « Orgues sans frontières » in Luxemburg.
- Hij was laureaat-beurshouder van de Stichting Meyer.
- Hij was laureaat-beurshouder van de Adami voor 2006-2007.

Hij werd docent klavecimbel aan het conservatorium van Chaville en begeleidt vaak de klassen barokzang van Guillemette Laurens en Paul Esswood in de Internationale academie van Saint-Bertrand de Comminges. Samen met de organist Louis Robillard doceert hij aan de orgel- en klavecimbelacademie van Granville (Manche). 
Paul Goussot trad op met talrijke recitals aan het orgel en aan de klavecimbel. Voorbeelden: inhuldiging van een historisch klavecimbel Joseph Collesse, concert in Parijs tijdens het festival « Jeunes Talents », concerten in de Saint-Gervaiskerk, in de Chapelle Royale van Versailles, in Cinéma Le Balzac (Parijs), op de festivals van Auvers-sur-Oise, Chaillot Grandes Orgues, Chaise Dieu, Comminges, Dudelange (Luxembourg). 
In 2007 werd hij, als wedstrijdwinnaar, aangesteld tot titularis van het historisch orgel in de abdijkerk Sainte-Croix van Bordeaux.